# Tauon
Das Tauon, auch τ-Lepton, Tau-Lepton  oder τ-Teilchen, ist das schwerste der drei geladenen Leptonen des Standardmodells der Elementarteilchen. Seine Masse beträgt 1777 MeV/c2 und damit etwa das 3500fache der Masse seines leichten Schwesterteilchens, des Elektrons. Seine mittlere Lebensdauer beträgt etwa 0,29 Pikosekunden, es ist damit deutlich instabiler als ein Myon.

## Name und Entdeckung
Der Name Tauon, bzw. der Buchstabe τ, wurde nach dem griechischen Wort für Drittes (τρίτον, tríton) gewählt, weil das τ-Lepton das dritte geladene elektronenartige Teilchen ist. Es wurde im Jahre 1975 von Martin L. Perl und seinen Mitarbeitern am SLAC bei Elektron-Positron-Kollisionen im SPEAR-Ring entdeckt. Insbesondere für diese Entdeckung erhielt Perl im Jahre 1995 den Nobelpreis für Physik.

## Zerfall

Feynman-Diagramm der häufigsten Zerfallskanäle, wobei gilt

Das τ-Lepton kann sowohl in die leichteren Leptonen zerfallen
{\displaystyle {\begin{array}{lcll}\tau ^{-}&\to &e^{-}+{\bar {\nu }}_{e}+\nu _{\tau }\ \quad \quad \quad &(17{,}82\pm 0{,}04)\,\%\\\tau ^{-}&\to &\mu ^{-}+{\bar {\nu }}_{\mu }+\nu _{\tau }&(17{,}39\pm 0{,}04)\,\%\\\end{array}}}
als auch in verschiedene Hadronen, z. B. Pionen oder Kaonen. Hier eine Auswahl der zahlreichen Zerfallskanäle:
{\displaystyle {\begin{array}{lcll}\tau ^{-}&\to &\pi ^{-}+\pi ^{0}+\nu _{\tau }&(25{,}49\pm 0{,}09)\,\%\\\tau ^{-}&\to &\pi ^{-}+\nu _{\tau }&(10{,}82\pm 0{,}05)\,\%\\\tau ^{-}&\to &2\pi ^{-}+\pi ^{+}+\nu _{\tau }&(\ 9{,}31\pm 0{,}05)\,\%\\\tau ^{-}&\to &\pi ^{-}+2\pi ^{0}+\nu _{\tau }&(\ 9{,}26\pm 0{,}10)\,\%\\\tau ^{-}&\to &2\pi ^{-}+\pi ^{+}+\pi ^{0}+\nu _{\tau }&(\ 4{,}62\pm 0{,}05)\,\%\\\tau ^{-}&\to &K^{*}(892)^{-}+\nu _{\tau }&(\ 1{,}20\pm 0{,}07)\,\%\\\tau ^{-}&\to &\pi ^{-}+3\pi ^{0}+\nu _{\tau }&(\ 1{,}04\pm 0{,}07)\,\%\\\tau ^{-}&\to &\pi ^{-}+{\bar {K}}^{0}+\nu _{\tau }&(\ 0{,}840\pm 0{,}014)\,\%\\\tau ^{-}&\to &K^{-}+\nu _{\tau }&(\ 0{,}696\pm 0{,}010)\,\%\\\end{array}}}
Die Quarkzusammensetzung der am häufigsten beteiligten Mesonen lautet:
{\displaystyle {\begin{array}{lcll}|\pi ^{-}\rangle &=&\ |d{\bar {u}}\rangle \\|\pi ^{0}\rangle &=&\left(|u{\bar {u}}\rangle -|d{\bar {d}}\rangle \right)/{\sqrt {2}}\\|K^{-}\rangle &=&\ |s{\bar {u}}\rangle \\|{\bar {K}}^{0}\rangle &=&\ |s{\bar {d}}\rangle \\\end{array}}}
Diese Mesonen sind pseudoskalare Mesonen mit Gesamtspin 0 und ungerader Parität {\displaystyle J^{P}=0^{-}}. Es können auch Vektormesonen mit Gesamtspin 1 und ungerader Parität {\displaystyle J^{P}=1^{-}} entstehen, so z. B. das {\displaystyle K^{*}(892)^{-}}:
{\displaystyle {\begin{array}{lcll}|{\bar {K}}^{*}(892)^{-}\rangle &=&|s{\bar {u}}\rangle \end{array}}}